# Euuvigerina
Euuvigerina es un género de foraminífero bentónico de la subfamilia Uvigerininae, de la familia Uvigerinidae, de la superfamilia Buliminoidea, del suborden Buliminina y del orden Buliminida. Su especie tipo es Uvigerina aculeata. Su rango cronoestratigráfico abarca desde el Luteciense (Eoceno medio) hasta la Actualidad.

## Discusión
Clasificaciones previas incluían Euuvigerina en el suborden Rotaliina del orden Rotaliida. Clasificaciones más modernas consideran Euuvigerina un sinónimo posterior de Uvigerina.

## Clasificación
Euuvigerina incluye a las siguientes especies:
- Euuvigerina aculeata, considerado como Uvigerina aculeata
- Euuvigerina akitaensis, considerado como Uvigerina akitaensis
  - Euuvigerina akitaensis grandis
  - Euuvigerina akitaensis pumila
- Euuvigerina bassensis
- Euuvigerina compacta, considerado como Uvigerina compacta
- Euuvigerina flintii, considerado como Uvigerina flintii
- Euuvigerina introrsa, considerado como Uvigerina introrsa
- Euuvigerina kiyoshiasanoi, considerado como Uvigerina kiyoshiasanoi
- Euuvigerina lobulata, considerado como Uvigerina lobulata
- Euuvigerina nipponica, considerado como Uvigerina nipponica
- Euuvigerina peregrina
- Euuvigerina reineri, considerado como Uvigerina reineri
- Euuvigerina schwageri, considerado como Uvigerina schwageri